# Jacuki (przystanek kolejowy)
Jacuki (biał. Яцукі, ros. Яцуки) – przystanek kolejowy w lasach w pobliżu miejscowości Jacuki, w rejonie zdzięcielskim, w obwodzie grodzieńskim, na Białorusi. Leży na linii Równe – Baranowicze – Wilno.
Przystanek istniał przed II wojną światową.